# Мацара дел Вало
Мацара дел Вало (итал. Mazara del Vallo) град је у југозападној Италији. Град је треће по величини и значају насеље округа Трапани у оквиру италијанске покрајине Сицилија.

## Природне одлике
Град Мацара дел Вало налази се у југозападном делу Италије, на 150 км југозападно од Палерма. Град се налази на Средоземном мору. Град се сместио на месту где се завршава приобална равница западне Сицилије, која на источно прелази у побрђе.

## Становништво
Према процени, у граду је 2010. живело 51.492 становника.
| 1931.  | 1936.  | 1951.  | 1961.  | 1971.  | 1981.  | 1991.  | 2001.  | 2011.  |
| ------ | ------ | ------ | ------ | ------ | ------ | ------ | ------ | ------ |
| 24.360 | 25.978 | 33.121 | 36.757 | 38.635 | 43.748 | 47.750 | 50.377 | 49.995 |

Мацара дел Вало данас има око 51.000 становника, махом Италијана. Пре пола века град је 2,5 пута мање становника него сада. Последњих деценија број становника у граду расте и то пре свега имиграцији из северне Африке.

## Привреда
Главна грана градске привреде је поморство и роболов. Мацара дел Вало спада у ред најјачих риболовачких места у земљи.

## Партнерски градови
- Mahdia

## Галерија
- Трг Републике
- Црква св. Николе
- Остаци номранске грађевине
- Кип св. Вита